# Legenda (finská hudební skupina)
Legenda byla finská gothic/black metalová kapela založená v roce 1995 ve městě Oulu Kimmo Luttinenem poté, co odešel z postu bubeníka z kapely Impaled Nazarene. Během své existence v 90. letech 20. století vydala dvě regulérní alba, debutové s názvem Autumnal v roce 1997 a následující Eclipse o rok později, obě pod hlavičkou francouzského vydavatelství Holy Records.

## Diskografie
Dema
- Chronicles Chapter I Promo (1996)

Studiová alba
- Autumnal (1997)
- Eclipse (1998)